# М1915 Шоша
М1915 Шоша (фр. Fusil Mitrailleur Modele 1915 CSRG) је био стандардни пушкомитраљез француске војске током Првог светског рата.

## Историја
Митраљез Шоша (ЦСРГ, од иницијала оригиналног имена оружја, Гладијатор, и иницијала Шоша, Сутер и Риберироле, тројице људи који су чинили комитет који је одобрио дизајн) је први пут произведен 1915. године. Користиле су га француске трупе током Првог светског рата, где је убрзо стекао веома лошу репутацију. Био је изузетно непоуздан, лоше направљен и тежак за ефикасно коришћење. Неке модификације дизајна су направљене да би се исправиле идентификоване слабости, али пушкомитраљез никада није превазишао своју лошу репутацију. До 1939. године, Французи су све преостале митраљезе Шоша ставили у резерву. Оружје су користиле и Белгија, Грчка, Југославија и Румунија.
Иако је било веома лагано, мање од 10 килограма, оружје је било лоше направљено; конструисан је од пресованих или на стругу обрађених делова да би се могао израдити у било којој машинској радњи. Без праве машинске обраде, морало је да се уради много ручног монтирања сваке јединице да би она функционисала, а заменљивост делова била је немогућа. Поред тога, за транспорт муниције у оквирима била су потребна чак четири човека. Митраљез је довео до низа оптужби за превару и корупцију упућене званичницима француске владе и произвођачима, углавном због лоших материјала који су коришћени у производњи. Поред лоших материјала, дизајн је био веома неефикасан, а митраљез се обично заглављивао након два или три рафала. Ипак, док су се америчке снаге спремале да уђу у рат, купиле су 12.800 пушака Шоша од Француза. Шоша, озлоглашено непоуздан на терену, показао се катастрофом за француске и америчке снаге. Амерички маринци су убрзо напустили своје Шоше и усвојили Луисове митраљезе, али америчка војска је наставила да користи Шоша упоредо са Луисовим.